# Euregia
Die Motorfähre Euregia ist eine Autofähre auf dem Bodensee. Sie wird zusammen mit der deutschen Friedrichshafen und der schweizerischen Romanshorn im Liniendienst zwischen Friedrichshafen und Romanshorn eingesetzt. Darüber hinaus wird das Schiff als Veranstaltungsschiff verchartert.

## Geschichte
Die von der Bodan-Werft 1996 in Kressbronn am Bodensee gebaute und im Juli 1996 in Dienst gestellte Euregia wird gemeinsam von den Bodensee-Schiffsbetrieben GmbH (BSB) und der Schweizerischen Bodensee-Schifffahrt (SBS) betrieben. Da beim Kauf der Fähre die Immatrikulation in der Schweiz erhebliche Ersparnisse einbrachte, fährt sie mit schweizerischen Papieren, jedoch jeweils unter der Flagge der entsprechenden Schiffsbesatzung.
Die Gestaltung erfolgte durch Alexander Neumeister, der Schiffsname wurde über einen Wettbewerb gefunden und soll die europäische Annäherung symbolisieren.
Im Jahr 2009 beförderte die Euregia mehr als 586.000 Personen, 56.200 Fahrräder, 63.300 Autos und 8.200 Lastwagen.
Die Euregia wird am 16. November 2024 außer Dienst gestellt, weil ihr Weiterbetrieb nicht mehr wirtschaftlich ist. Wenige Jahre nach ihrer Inbetriebnahme begann ein Rückgang der Lastwagen- und PKW-Transporte. Die Konstruktion der Euregia war durch Einschränkungen geprägt, denn die Hafeneinfahrt in Friedrichshafen beschränkte den Tiefgang. Um trotzdem eine höhere Tragfähigkeit zu erreichen, wurde das Volumen der Fähre vergrößert, was jedoch den Widerstand im Wasser erhöhte. Der Dieselverbrauch der Euregia ist rund 40 Prozent höher als bei den anderen beiden kleineren Fähren.

## Technische Daten
Die Euregia wird dieselelektrisch angetrieben. Sie verfügt über vier MTU-Dieselmotoren mit insgesamt 2280 PS, die direkt mit Generatoren gekoppelt sind. Die beiden Voith-Schneider-Antriebe an den beiden Enden der Fähre werden von damit verbundenen Elektromotoren angetrieben. Das Schiff hat eine Kapazität von 700 Passagieren und 300 t Zuladung. Es ist 60 Meter lang und 13 Meter breit.
Die Euregia ist die einzige Bodenseefähre, die auch Gefahrguttransporter befördern darf.

## Trivia
Am 13. Juni 2009 gab die Hamburger Hip-Hop-Formation Deichkind vor fast 700 Personen auf dem Schiff ein gesponsertes Gratiskonzert unter dem Titel „Remmidemmi auf dem Bodensee“.
Am 31. März 2015 trieb die Euregia mehrere Stunden während eines schweren Sturms manövrierunfähig auf dem Bodensee, weil einer der beiden Elektroantriebe ausgefallen war. Es bestand dabei keine Gefahr für die Passagiere, aber die Fähre konnte erst nach drei Stunden in Romanshorn anlegen.